# Chambre de commerce et d'industrie Lyon Métropole Saint-Étienne Roanne
La chambre de commerce et d'industrie Lyon Métropole Saint-Étienne Roanne est l’un des 126 établissements français du réseau CCI France.
Née de la fusion, le 1er janvier 2016, de la CCI de Lyon, de la CCI Saint-Étienne Montbrison et de la CCI Roanne Loire Nord, elle recouvre 537 communes de la Métropole de Lyon et des départements du Rhône et de la Loire. Son territoire économique est composé d'environ 118 000 entreprises.
Elle fait partie de la chambre de commerce et d'industrie de région Auvergne-Rhône-Alpes.
Son siège se situe au Palais de la Bourse sur la place des Cordeliers à Lyon.

## Missions
La CCI a pour mission d'être le porte-parole des entreprises, c'est-à-dire les représenter, être leur porte-parole auprès des pouvoirs publics.
Elle a également pour rôle d'accompagner les entreprises, de la création jusqu'à la transmission en passant par toutes les phases de croissance et de développement.
Elle contribue également aux décisions d'aménagement du territoire et à la gestion des grands équipements utiles au développement et à l'attractivité de la région de Lyon :

- Aéroports de Lyon : la CCI détient 25% du capital

- Aéroport de Saint-Étienne-Loire : la CCI est l'un des 5 membres du syndicat mixte et détient 15% du capital

- Eurexpo : la CCI détient 53% du capital de la société d'exploitation d'Eurexpo (SEPEL)

- ADERLY - Agence pour le Développement Economique de la Région Lyonnaise (association) : la CCI est l'un des 4 fondateurs et assure la coprésidence de l'ADERLY

- World Trade Center Lyon : la CCI est actionnaire majoritaire

- EM Lyon Business School : la CCI assure la tutelle de l'école

- École supérieure de chimie, physique, électronique de Lyon : La CCI participe à la gouvernance de l'école

- Banc National d'Epreuve Saint-Etienne : épreuve des armes et neutralisation des armes, homologation et contrôle des munitions, laboratoire de résistance balistique des matériaux. La CCI est fondatrice et animatrice

- ENE - Espace Numérique Entreprises (association) : La CCI est membre fondateur et financeur

- La Cité du Design : la CCI est cofondatrice

## Implantations

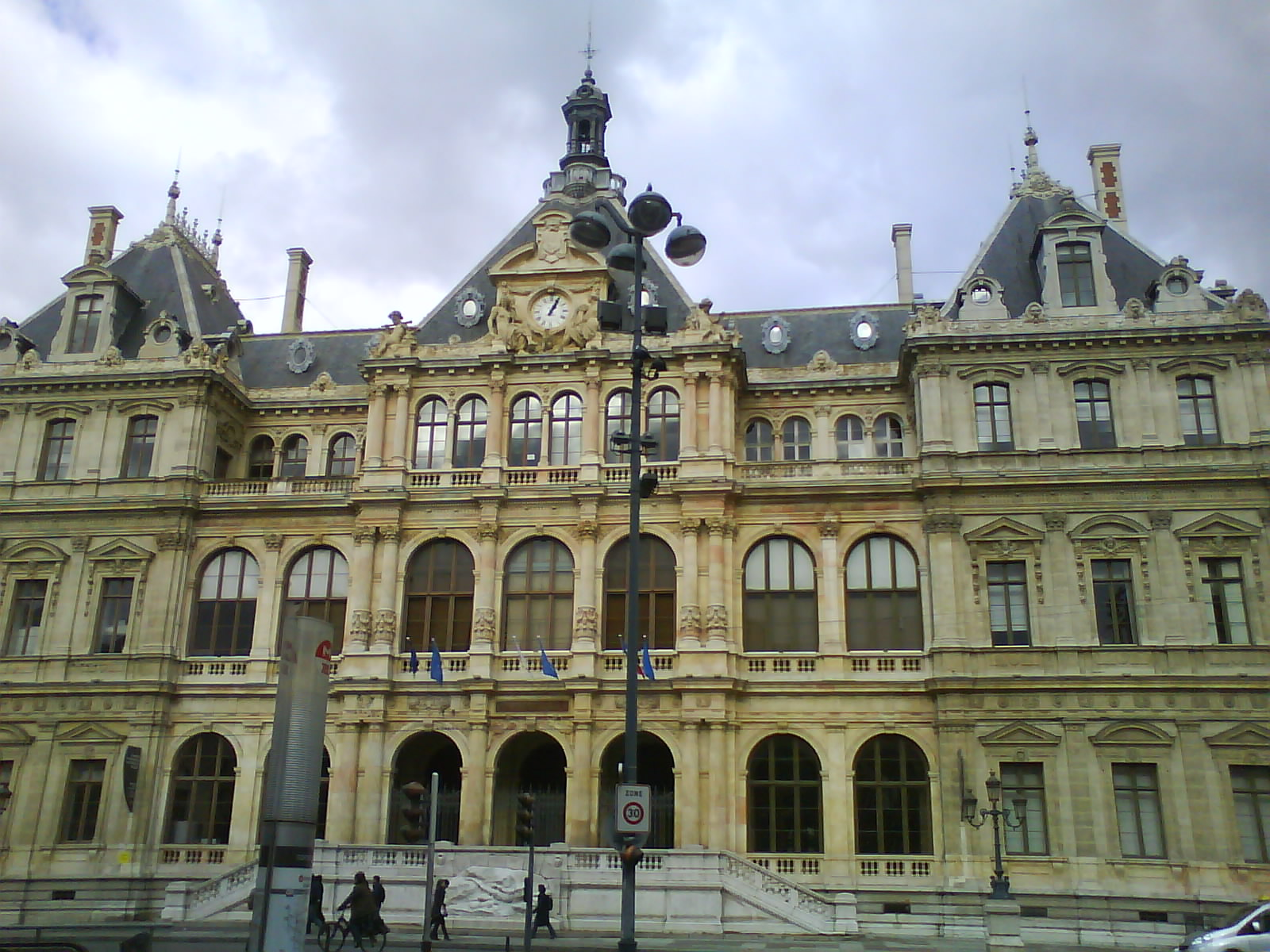
Siège de la CCI Lyon Métropole Saint-Étienne Roanne.

Son réseau de proximité se déploie au travers de trois délégations et trois agences auxquelles peuvent s'adresser les entreprises.

### Délégations
- Délégation de Lyon[6].
- Délégation de Saint-Étienne[7].
- Délégation de Roanne[8].

### Agences
- Agence CCI à Limonest[9].
- Agence CCI à Corbas[10].
- Agence CCI à Givors[11].

## Pour approfondir